# 孔普 (吉伦特省)
孔普（法語：Comps）是法国吉伦特省的一个市镇，属于布莱区（Blaye）布尔县（Bourg）。该市镇总面积1.66平方公里，2009年时的人口为468人。

## 人口
孔普人口变化图示